# V・スリニヴァス・モハン
V・スリニヴァス・モハン（V. Srinivas Mohan）は、インドのVFXデザイナー、コーディネーター、スーパーバイザー。主にタミル語映画、テルグ語映画で活動している。インディアン・アーティスツ・コンピュータ・グラフィックスのCEOを務めており、1996年からインド映画界のVFX分野で活動している。

## 生い立ち
アーンドラ・プラデーシュ州ヴィジャヤワーダ出身。VFX分野の仕事に就く以前はアニメーターやコンピュータプログラマーとして働いていた。

## キャリア
『Magic Magic』『ボス その男シヴァージ』『ロボット』『バーフバリ 伝説誕生』『RRR』の5作品で国家映画賞 特殊効果賞を受賞している。
2019年に映画芸術科学アカデミーの会員に選ばれている。

## フィルモグラフィ
- インドの仕置人（1996年） - デジタル合成
- Kadhalar Dhinam（1997年） - デジタル合成
- ジーンズ 世界は2人のために（1998年） - デジタル合成
- Yuvakudu（2000年） - デジタル合成
- Hindustan The Mother（2000年） - デジタル合成
- Kushi（2000年） - デジタル合成
- Palayathu Amman（2000年） - デジタル合成
- Raavanaprabhu（2001年） - デジタル合成
- Run（2002年） - デジタル合成
- Kunjikoonan（2002年） - デジタル合成
- Ramanaa（2002年） - デジタル合成
- Mizhi Randilum（2003年） - デジタル合成
- Enakku 20 Unakku 18（2003年） - デジタル合成
- Boys（2003年） - VFXスーパーバイザー
- Magic Magic 3D（2003年） - VFXスーパーバイザー
- Runway（2004年） - デジタル合成
- Anji（2004年） - デジタル合成
- Ghajini（2005年） - デジタル合成
- Sivakasi（2005年） - デジタル合成
- Anniyan（2005年） - デジタル合成
- Dishyum（2006年） - デジタル合成
- Veyil（2006年） - デジタル合成
- Imsai Arasan 23rd Pulikecei（2006年） - デジタル合成
- クリッシュ 仮面のヒーロー（英語版）（2006年） - デジタル合成
- Ghilli（2006年） - VFXスーパーバイザー
- Bangaram（2006年） - デジタル合成
- ボス その男シヴァージ（2007年） - VFXスーパーバイザー
- Gaalipata（2008年） - デジタル合成
- Arundhati（2009年） - デジタル合成
- ロボット（2010年） - VFXスーパーバイザー
- Anaganaga O Dheerudu（2011年） - デジタル合成
- Nanban（2012年） - VFXスーパーバイザー
- Maattrraan（2012年） - VFXスーパーバイザー
- マッスル 踊る稲妻（2015年） - VFXスーパーバイザー
- Anegan（2015年） - VFXスーパーバイザー
- バーフバリ 伝説誕生（2015年） - VFXスーパーバイザー
- ロボット2.0（2018年） - VFXスーパーバイザー
- RRR（2022年） - VFXスーパーバイザー